# Alt-Hohenschönhausen
Alt-Hohenschönhausen, Berlin-Alt-Hohenschönhausen – dzielnica (Ortsteil) Berlina w okręgu administracyjnym Lichtenberg. Od 1 października 1920 w granicach miasta.